# Björn Siegemund
Björn Siegemund (ur. 30 września 1973 w Berlinie) – niemiecki badmintonista.
Startował na igrzyskach olimpijskich w Atenach w grze mieszanej – odpadł w 1/8 finału.